# جيس أتكينسون
جيس أتكينسون (بالإنجليزية: Jess Atkinson)‏ هو لاعب كرة قدم أمريكية أمريكي، ولد في 11 ديسمبر 1961 في آن آربر في الولايات المتحدة.

## وصلات خارجية
- جيس أتكينسون على موقع مرجع كرة القدم المحترفة.كوم (الإنجليزية)